# Tione di Trento
Tione di Trento település Olaszországban, Trento megyében. Lakosainak száma 3664 fő (2023. január 1.). Tione di Trento Comano Terme, Bleggio Superiore, Borgo Lares, Ledro, Pieve di Bono-Prezzo, Porte di Rendena, Sella Giudicarie és Tre Ville községekkel határos.

## Népesség
A település népességének változása:
| Lakosok száma | 3631 | 3635 | 3664 |
|               | 2017 | 2018 | 2023 |